# Universal Chess Interface
Universal Chess Interface (UCI) è un protocollo di comunicazione libero che permette ad un motore scacchistico di comunicare con la sua interfaccia grafica.
UCI è stato progettato e pubblicato, nel novembre del 2000, da Rudolf Huber e Stefan Meyer-Kahlen, gli stessi autori di Shredder, in competizione con il già diffuso XBoard/WinBoard. Come quest'ultimo, è gratuito e liberamente implementabile.
UCI assegna all'interfaccia alcune attività che tipicamente venivano svolte dallo stesso motore, in particolare la ricerca nel libro d'apertura (per il quale UCI non ha formati specifici, a differenza di altre interfacce proprietarie) e l'utilizzo delle tablebase nel caso queste ultime non siano supportate dal motore (sebbene il loro impiego sia più efficace se gestito dal motore stesso, in quanto le informazioni delle tablebase aiutano l'analisi di possibili posizioni future).
Il protocollo UCI era utilizzato da ben pochi motori fino a quando la ChessBase iniziò a supportarlo nel 2002. Attualmente è supportato da oltre 100 motori, tra i quali tutti i maggiori come Stockfish, Rybka, Shredder, HIARCS, Fritz, Naum, Zappa, Spike, Fruit.